# Dobson (Carolina del Nord)
Dobson è una città degli Stati Uniti d'America situata nella Carolina del Nord, nella Contea di Surry, della quale è anche il capoluogo.